# Greyhound (hond)
De greyhound is een hondenras uit Engeland dat tot de FCI Groep 10 (Windhonden) behoort. Binnen deze FCI-categorisering behoort het ras tot 'Sectie 3: Gladharige rassen'.

## Kenmerken
Schouderhoogte
Een greyhound staat tussen de 68 en de 76 centimeter hoog; reuen meten tussen de 71 en de 76 centimeter en teven tussen de 68 en 71 centimeter. 
Snelheid
Gemiddeld in wedstrijden halen ze ruim 60 km/u. De maximale snelheid kan boven de 70 km/u uitkomen. 
Vacht
De vacht van de greyhound is glad en kortharig, fijn van structuur, zacht en ligt vlak tegen het lichaam van de hond aan.
Kleuren
Greyhounds zijn vaak vaalzwart, blauwig, rood, gestroomd of beige, al dan niet met een witte tekening, vaak in de vorm van een (uitlopende) borstvlek. Minder vaak worden er exemplaren met gekleurde vlekken aangetroffen. De voorkeur heeft men voor donkere ogen.
Kop, lichaam en houding
De kop van de greyhound is langgerekt, smal, ietwat plat en eerder spits dan stomp te noemen, zonder naar een van deze twee extremen toe te neigen. De ogen zijn ovaal van vorm en schuin in de kop geplaatst. Bij de oren is er sprake van rozenoren: oren die gevouwen worden gedragen. De greyhound draagt zijn oren naar achteren. Het gebit van de greyhound is een zogenaamd schaargebit. Het ras heeft een stevige beet.
Het lichaam van de greyhound is slank en sterk gespierd, met een ranke hals. De rug is stevig en de hond heeft gespierde dijen en een diepliggende borstkas. De staart is relatief lang en loopt via een lichte boog in een licht omhoog staande punt uit. De voorpoten dienen lang en recht te zijn. De ribben dienen tot achteraan toe goed zichtbaar te zijn en de achterpoten zijn pezig en gespierd. De greyhound dient een trots voorkomen te hebben en heeft een heldere, alerte blik.

## Karakter, omgang en gebruik
De greyhound is bovenal aanhankelijk en is een trouwe metgezel, iets dat in zijn geschiedenis besloten ligt. De greyhound is een liefdevolle hond, die een zeer sterke relatie met zijn eigenaar en de eventuele gezinsleden ontwikkelt. Derhalve is de greyhound erg gevoelig aangelegd. Een lichte stemverheffing brengt de hond al uit zijn element. Zo alert als de hond buiten is, zo rustig is hij in het huis. Een bezoeker zal de aanwezigheid van de greyhound nauwelijks opmerken. Een greyhound heeft doorgaans weinig op met vreemden en kenmerkt zich in zijn benadering jegens buitenstaanders noch door overmatig enthousiast, noch door agressief gedrag. De greyhound is vriendelijk, maar ietwat afstandelijk jegens buitenstaanders.
De greyhound kan, afhankelijk van zijn stemming, zeer rustig, of zeer zenuwachtig gedrag vertonen. De hond is erg gevoelig voor invloeden van buitenaf. Algemeen wordt aangenomen dat de greyhound een gemiddelde intelligentie heeft.
De greyhound is betrouwbaar met kinderen en doorgaans evenzo betrouwbaar in de omgang met ras- en soortgenoten. Als de greyhound in zijn oorspronkelijke taak, de jacht, vervult, heeft hij echter weinig oog voor iets anders. Allerhande objecten op weg naar zijn doel worden dan over het hoofd gezien. De greyhound weet als geen andere hond dat de kortste weg tussen twee punten een rechte lijn is en spelende kinderen en afrasteringen van allerhande soorten die op deze lijn opduiken, vallen buiten het blikveld van de hond. Als, tijdens de jacht, het instinct van de greyhound de overhand heeft, zijn commando's aan dovemansoren besteed. De greyhound kan dan ook beter aangelijnd worden uitgelaten. Tijdens de jacht wil de greyhound, op een voor hem uitzonderlijke manier, nog weleens onverwacht temperamentvol uit de hoek komen. Een snauw naar een concurrent soortgenoot is dan niet ongewoon.
De greyhound doet, naar zijn oorspronkelijke functie en taken, uitstekend dienst als renhond en als jachthond. De greyhound wordt ook gebruikt als showhond en mag zich verheugen op een toenemende mate van waardering jegens hem, als gezinshond.